# Georgia O'Keeffe
Georgia Totto O'Keeffe (Sun Prairie, 15 novembre 1887 – Santa Fe, 6 marzo 1986) è stata una pittrice statunitense.
La sua attività artistica è associabile al precisionismo.

## Biografia
Georgia O'Keeffe nacque nel 1887 in una fattoria vicino a Sun Prairie, nel Wisconsin, seconda dei sette figli di Francis Calyxtus O'Keeffe Sr. (1864-1916) e Ida Totto (1864-1916), entrambi allevatori di bestiame. Il padre era di origine irlandese, mentre la madre era di origine ungherese, in quanto il nonno George Victor Totto (1820-1894), di cui Ida diede il nome alla figlia, era di origine nobiliare avendo il titolo di conte ed era emigrato in America nel 1848, sposando la diciottenne Isabel Dunham Wyckoff (1830-1894). Nel 1905 frequentò la School of the Art Institute di Chicago e nel 1907 l'Art Students League a New York.
Nel 1908, nella galleria nuovaiorchese del fotografo Alfred Stieglitz, suo futuro marito, poté ammirare gli acquerelli di Rodin, dai quali fu profondamente colpita. Nello stesso anno, tuttavia, O'Keeffe smise di dipingere per quattro anni, in quanto diceva che l'odore della trementina la faceva star male. Avrebbe ripreso a dipingere nel 1912, durante una sessione estiva all'università della Virginia, dove scoprì le opere di Arthur Wesley Dow, che la incoraggiò ad adoperare delle nuove modalità espressive, sfruttando le linee, i colori e le ombre. Dal 1913 al 1916 fu anche allieva di Arthur Wesley Dow al Teachers College dell'Università Columbia. Dow ebbe una grande influenza su di lei.

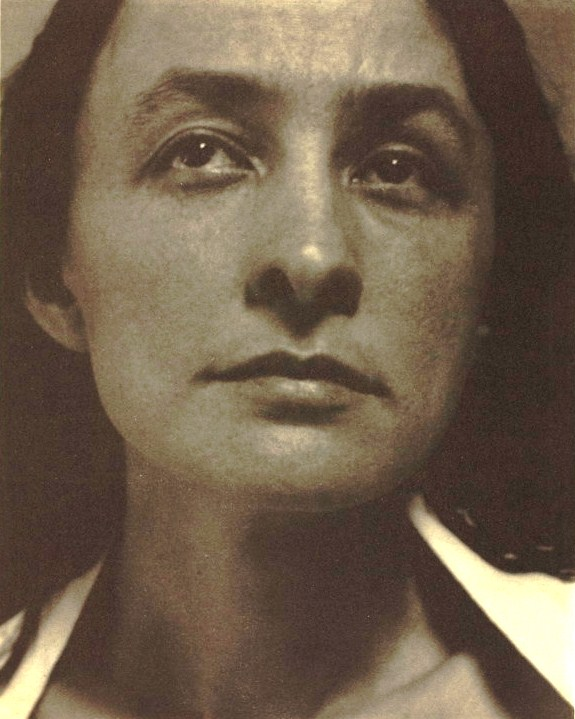
Georgia O'Keeffe fotografata da Alfred Stieglitz nel 1918

In quegli anni Stieglitz organizzò diverse mostre di O'Keeffe, facendola conoscere agli ambienti dell'avanguardia neviorchese, tra cui molti modernisti americani amici di Stieglitz, come Charles Demuth, Arthur Garfield Dove, Marsden Hartley, John Marin, Paul Strand ed Edward Steichen. Le sue creazioni degli anni dieci sono caratterizzate da un astrattismo lirico creato da armoniose linee, figure e colori; queste opere, principalmente serie di illustrazioni a carboncino e acquerelli, sono fra le più innovative di tutta l'arte statunitense del periodo.
Negli anni venti abbandonò l'acquerello per realizzare pitture a olio di grande formato con forme naturali e architettoniche in primo piano ispirate agli edifici di New York, come viste tramite una lente d'ingrandimento. Queste opere contribuirono al suo successo, tanto che alla metà degli anni venti era considerata una delle artiste più importanti d'America. Nel 1924, O'Keeffe e Stieglitz si sposarono.

### Nuovo Messico
Intorno al 1929, volendo andar via da Lake George, dove passava le sue estati con la famiglia e degli amici di Alfred, si recò a Taos, nel Nuovo Messico, in compagnia di un'amica, Rebecca Strand. A partire dal 1929, ella passò diversi mesi dell'anno nel Nuovo Messico, ospitata da Mabel Dodge Luhan, dipingendo alcune delle sue creazioni più famose in cui sintetizzò fiori e paesaggi tipici, per lo più colline desertiche disseminate di rocce, conchiglie e ossa. I contorni sono increspati, con sottili transizioni tonali di colori che variano fino a trasformare il soggetto in immagini astratte, talvolta trasfigurate in senso erotico, richiamando alla mente l'organo sessuale femminile.
Nel 1933 ella venne ricoverata in ospedale per una depressione perché non era riuscita a finire in tempo un progetto per un dipinto murale per la Radio City Music Hall. Quell'anno non dipinse altre opere. Durante l'estate del 1934, dopo essersi ripresa, tornò nel Nuovo Messico, dove visitò la regione di Ghost Ranch nei pressi di Abiquiú. Sedotta da questo luogo, finirà per soggiornarvi ogni anno prima di acquistare, nel 1945, una proprietà nella quale si sarebbe trasferita in seguito. I paesaggi quasi desertici la ispirarono per delle opere fantastiche e visionarie.
Negli anni trenta e quaranta O'Keeffe ricevette commissioni e lauree honoris causa da numerose università. La sua fama si espanse e le opere di Georgia O'Keeffe vennero esposte in varie occasioni. Nel 1936, ella dipinse Summer Days, una delle sue opere più stimate. In quegli anni le furono dedicate due retrospettive, una all'Istituto d'arte di Chicago e una al Museum of Modern Art novaiorchese, la prima retrospettiva di questo museo dedicata a un'artista di sesso femminile, nel 1946. 
Nel 1946 morì suo marito a causa di un infarto e nel 1949 O'Keeffe si trasferì permanentemente nel Nuovo Messico.

### Ultimi anni
Durante gli anni cinquanta produsse una serie di pitture con forme architettoniche ispirate alla sua casa nel Nuovo Messico e una vasta serie di pitture di nuvole come viste dai finestrini di un aeroplano.  Agli inizi degli anni settanta fu colpita da una malattia alla vista, che la costrinse col tempo a ridurre il lavoro. Nell'autunno del 1970, il Whitney Museum of American Art le dedicò una retrospettiva che contribuì a farla conoscere, dato che la sua arte era stata in un certo senso eclissata dalle correnti comparse negli anni sessanta. Il 10 gennaio 1977 il presidente Gerald Ford la insignì della prestigiosa onorificenza statunitense, la Medaglia presidenziale della libertà.
Tra le pittrici più quotate al mondo, morì a Santa Fe (in Nuovo Messico) nel 1986 a 98 anni. Vent'anni dopo le oltre 25.000 lettere che si scrissero lei e Stieglitz, soprattutto risalenti al periodo del suo autoesilio in Nuovo Messico, vennero pubblicate. Lui le scrisse tantissimo, anche tre lettere al giorno, alcune lunghe più di quaranta pagine, sperando di convincerla a tornare definitivamente da lui.

## Filmografia
Nel 2009 è stato realizzato il film biografico Georgia O'Keeffe, interpretato da Joan Allen e Jeremy Irons.
L'artista ed il museo a lei intitolato a Santa Fe (Nuovo Messico) sono citati nel nono episodio della seconda stagione e nell'undicesimo della terza stagione di Breaking Bad. Viene citata anche nell'episodio 10 della prima stagione di Better Call Saul, in più episodi della serie Netflix Grace and Frankie e nel tredicesimo episodio della prima stagione de I Soprano.

## Galleria d'immagini

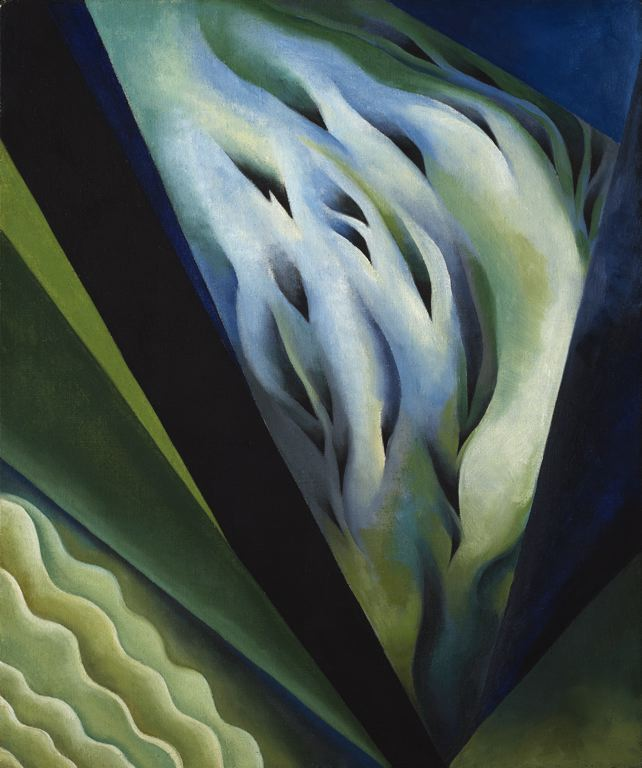
Blue and Green Music (1921)
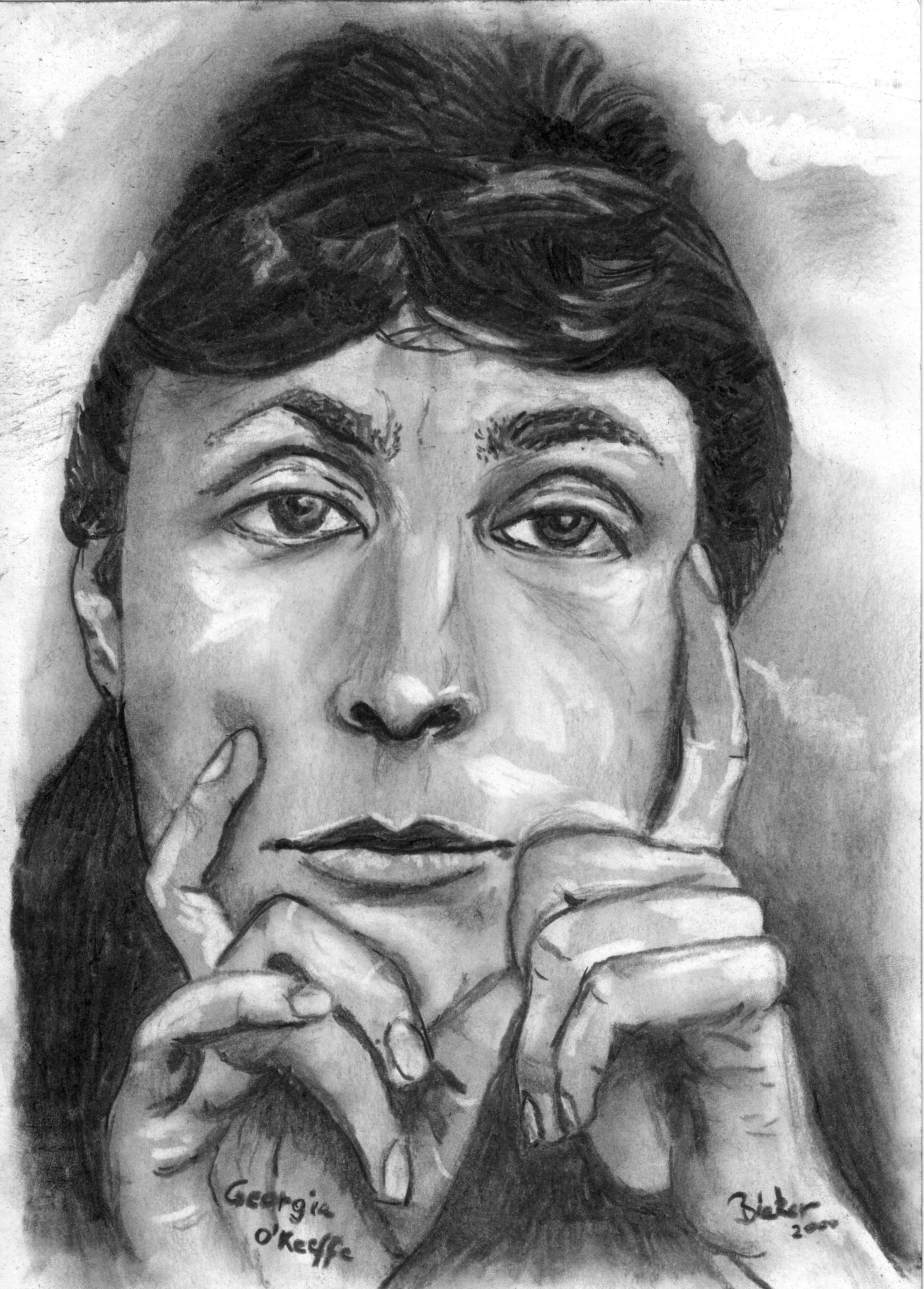
Ritratto (carboncino e gesso bianco su carta grigia)